# Sergei Shalin
Sergei Valeryevich Shalin (tiếng Nga: Серге́й Валерьевич Шалин; sinh ngày 14 tháng 8 năm 1990) là một cầu thủ bóng đá người Nga. Hiện tại anh thi đấu cho F.K. Torpedo Vladimir.